# Giovanni Battista Grassi (pittore)
(Giorgio Vasari - Le vite de' più eccellenti pittori, scultori e architettori (1568))
Giovanni Battista Grassi (Udine, 1525 circa – Udine, 18 giugno 1578) è stato un pittore italiano.

## Biografia

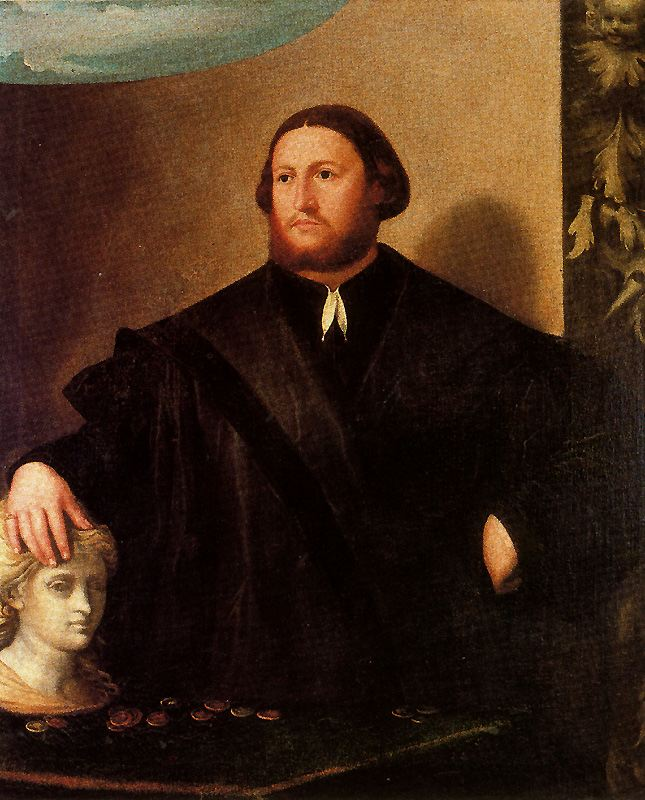
Sebastiano Florigerio - ritratto di Raffaele Grassi, padre di Giovanni Battista - Uffizi, Firenze.

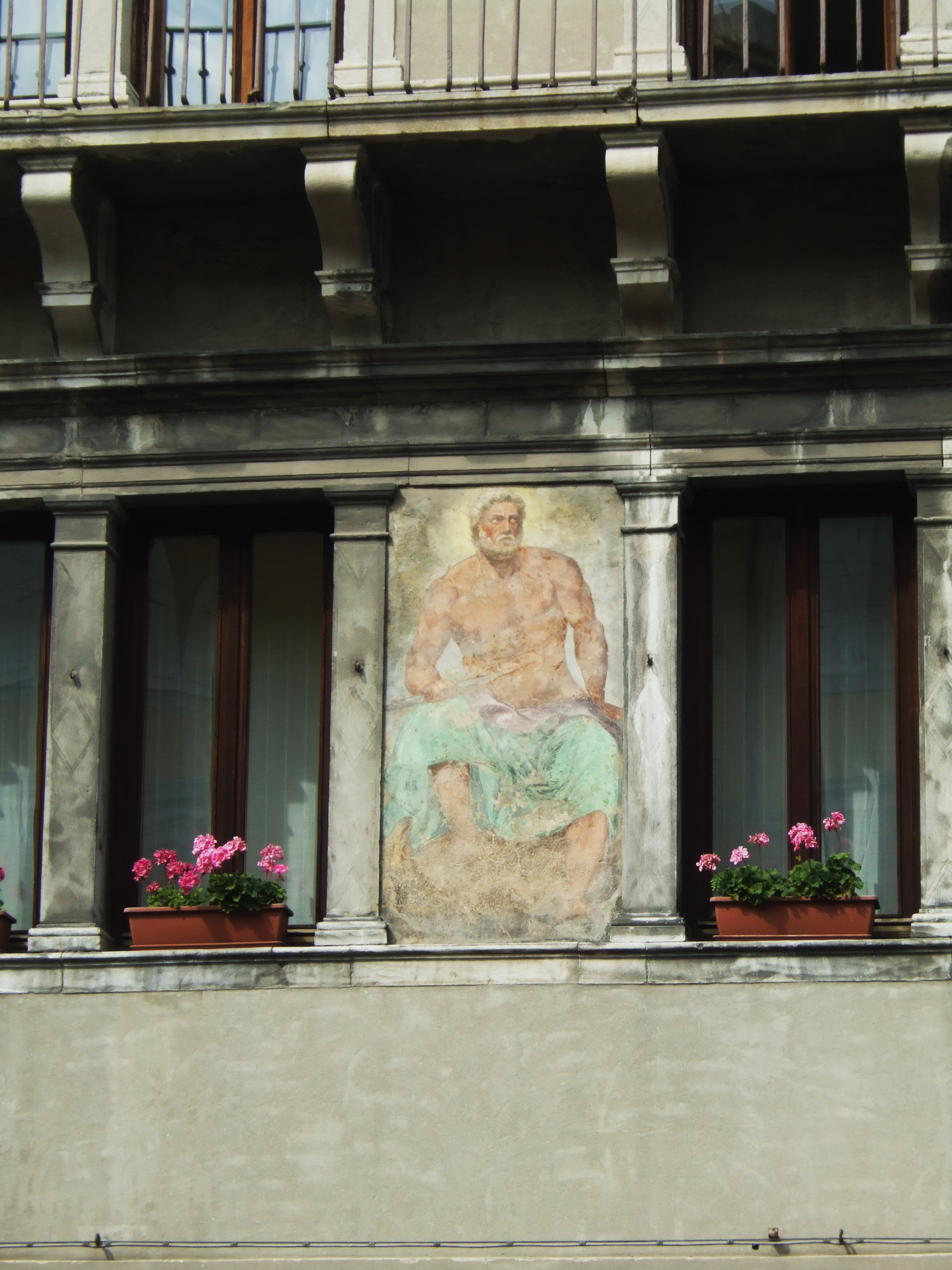
Udine - via Mercatovecchio - Affresco che raffigura Giove sulla facciata di palazzo Sabbadini.

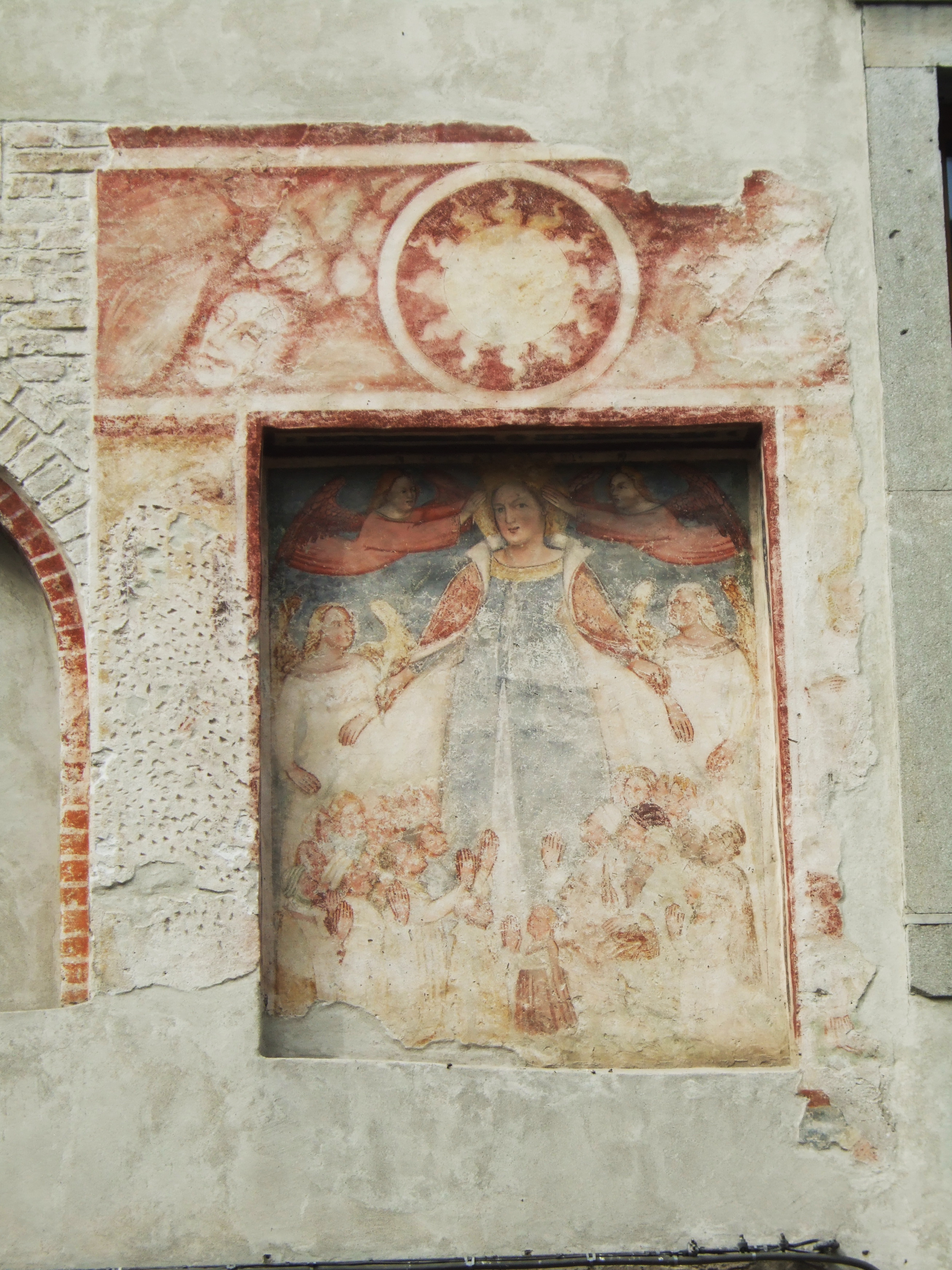
Udine - via Mantica - Affresco che raffigura santa Lucia.

Il padre Raffaele deteneva varie cariche pubbliche sia in Udine che nel contado (ad esempio fu decano alla molitura del territorio di Cervignano); in questo modo la famiglia godette di un certo benessere economico, tale da permettere ai figli una adeguata istruzione.
In date imprecisate, si sposò prima con Antonia di Leonardo Virco di Udine, poi, rimasto vedovo, con Corona Vallaressa di Gemona.
Gli esordi come pittore avvennero nella sua città natale, dove gli fu commissionata la decorazione di alcune facciate di palazzi: resta solamente un frammento con Giove sulla fronte di casa Sabatini in via Mercatovecchio (risalente probabilmente al 1554). Secondo Francesco di Maniago, nell'affresco compariva un vasto repertorio decorativo di stampo classicista come 
Un altro affresco attribuito al Grassi si trova, sempre ad Udine, in via Mantica, di fronte alla chiesa di santa Lucia e rappresenta la santa.
Tramite Cosimo Bartoli, agente veneziano di Cosimo I de' Medici, ebbe la possibilità di collaborare con il Vasari per la stesura delle notizie relative ai pittori friulani del Rinascimento ed in particolare del Pordenone.
Operò con Francesco Floreani per la realizzazione delle formelle per la cantoria dell'organo del duomo di Udine, con rappresentazioni della Natività, della Circoncisione, dell'Annunciazione, delle Nozze di Cana e di Cristo che risana lo storpio.
- Tre dipinti di Giovanni Battista Grassi (Martirio di S. Lorenzo, già nell'altare maggiore, S. Lorenzo dinnanzi al Tribunale e S. Lorenzo che presenta al Tribunale i poveri) resto di una grande ancona lignea eseguita nel 1558

Il Minor Consiglio di Gemona, giuspatrono del duomo, gli conferì nel 1575 l'incarico di dipingere le portelle dell'organo con le opere "Assunzione della Vergine" (a portelle chiuse), "Elia trasportato in cielo su un carro di fuoco" e la "Visione di Ezechiele". Le grandi tele furono però dipinte solamente nel 1577-78, al termine della terribile epidemia di peste che aveva mietuto migliaia di vittime in tutta la Padania (e che a Gemona fu chiamata "slesiana" in quanto le prime vittime furono due mercanti giunti dalla Slesia). Il lavoro fu completato nella primavera del 1578; poco dopo Giovanni Battista Grassi morì (18 giugno).

## Opere
- Pala d'altare - Chiesa di san Cristoforo, Udine (perduta)
- San Giovanni - Chiesa di san Cristoforo, Udine (perduta)
- Santa Anna - Chiesa di san Cristoforo, Udine (perduta)
- Sacra Famiglia con san Biagio a sinistra e un santo diacono martire a destra, Chiesa di San Giovanni Battista, Latisana